# Velvyslanectví Německa (Athény)
Velvyslanectví Německa v Athénách je hlavní diplomatická mise Německa v Řecku. Nachází se v Kolónaki, jedné z nejprestižnějších čtvrtí v centru Athén. Současný německý velvyslanec v Řecku je Dr. Ernst Reichel.
Německo má také generální konzulát v Soluni a několik honorárních konzulů po celém Řecku.

## Historie

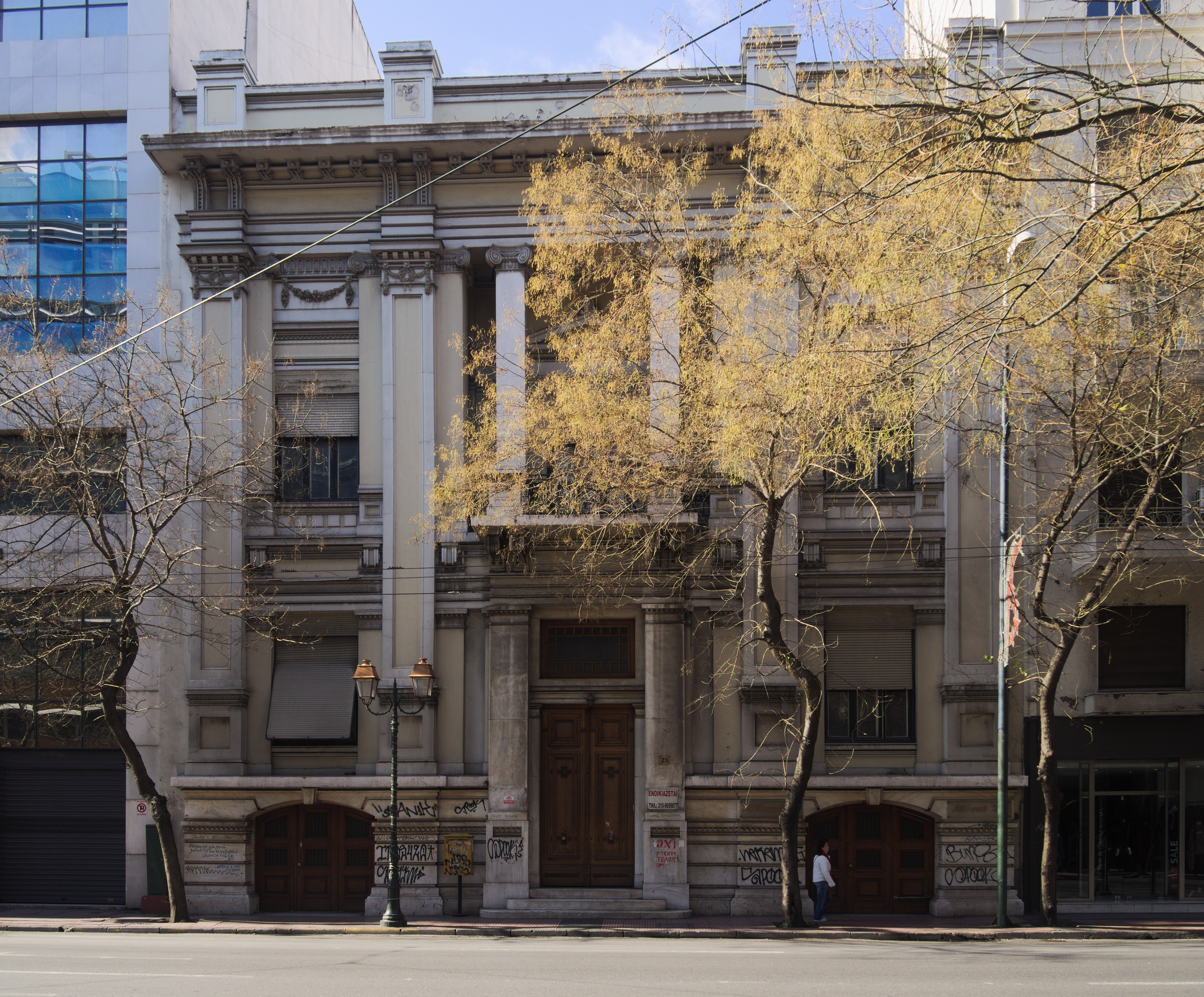
Budova pruského vyslanectví na Akadimias 23

Pruské vyslanectví se nacházelo na ulici Akadimias 23, kde dnes sídlí Asociace zahraničního tisku. Poté, co byla tato budova prodána, bylo velvyslanectví ve 30. letech 20. století přesunuto do ulice Vasilissis Sofias 2.
V roce 1951 Německo obnovilo diplomatické styky s dvanácti zeměmi včetně Řecka. První oficiální návštěva kancléře Konrada Adenauera v Řecku se uskutečnila v březnu 1954. Velvyslanectví bylo zpočátku dočasně umístěno v hotelu Grande Bretagne, poté se v roce 1953 přestěhovalo do budovy na ulici Issiodou 22.
V roce 1969 byla zakoupena jak současná budova, tak přístavba v ulici Ypsilantou 14. Rostoucí prostorové nároky a škody způsobené velkým zemětřesením v roce 1981 vedly k rozhodnutí budovu přestavět. Během výstavby bylo nutné přestěhovat kancelář velvyslanectví do Marousi (ulice Vasilissis Sofias 10). Dokončení renovací a nastěhování do nové budovy proběhlo v říjnu 1993.
Současná budova velvyslanectví je architektonicky významná. Na její fasádu je umístěna socha Chrona (německy: Chronoskulptur), kterou vysochal Karl Schlamminger.

## Rezidence velvyslance
Oficiální sídlo německého velvyslance se dříve nacházelo na ulici Ethnikis Antistaseos 52 v Chalandri. Nicméně, vzhledem k tomu, že budova byla příležitostně terčem protestů a v roce 2013 teroristického útoku, byla rezidence přesunuta na bezpečnější místo, do Filothei.